# Colin Montgomerie
Colin Stuart „Monty“ Montgomerie, OBE (* 23. Juni 1963 in Glasgow) ist ein schottischer Profigolfer und mit 31 Titeln auf der European Tour einer der erfolgreichsten britischen Golfer. Von 1993 bis 1999 gewann er sieben Mal hintereinander den European Tour Order of Merit, seinen ersten Major-Titel holte er allerdings erst später auf der Senior-Tour.

## Leben

### Die frühen Jahre
Obwohl schottisch von Geburt und Abstammung wuchs er in Yorkshire, England auf, weil sein Vater James dort arbeitete. Später wurde dieser Sekretär des berühmten schottischen Royal Troon Golf Club und Colin konnte als einer der ersten britischen Golfer eine US-amerikanische Hochschule, die Houston Baptist University, absolvieren. In jüngerer Zeit sind einige der jungen, britischen Spitzengolfer, wie etwa Luke Donald Montgomeries Beispiel gefolgt.
Monty gewann drei wichtige schottische Amateurturniere, die Scottish Youths Championship 1983, die Scottish Stroke Play Championship 1985 und die Scottish Amateur Championship 1987. Er spielte zweimal für sein Land in der Eisenhower Trophy, 1984 und 1986 und auch zweimal, 1985 und 1987, für Großbritannien & Irland im prestigeträchtigen Walker Cup.

### Profi-Karriere

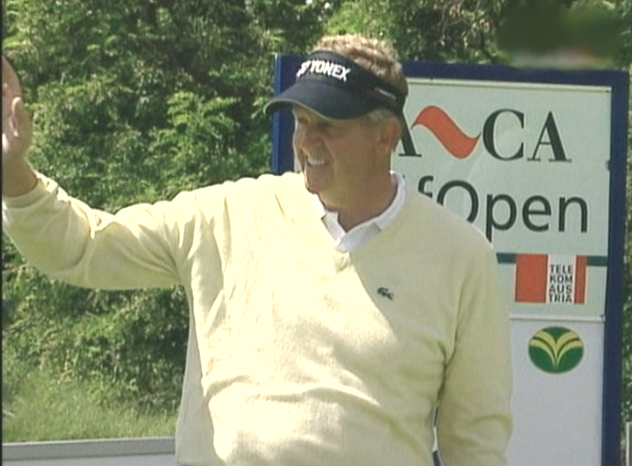
Colin Montgomerie bei der Austrian Open 2006

1988 wurde Montgomerie Professional und gleich mit dem Sir Henry Cotton Rookie of the Year Award (bester Neuling) der PGA European Tour ausgezeichnet. Innerhalb kurzer Zeit avancierte er zu einem der Top Profis und wurde 1991 ins Ryder Cup Team einberufen. Von 1993 bis 1999 gewann er jedes Jahr die European Tour Order of Merit (Geldrangliste) und verzeichnete 31 Siege auf der Tour, inklusive der angesehenen Volvo PGA Championship in Rekordserie (1998–2000) und der Volvo Masters 1993 und 2002 – dem hochdotierten Abschlussturnier der jeweiligen Saison.
Er war fünfmal Zweiter bei Majors (US Open 1994, 1997 und 2006, PGA Championship 1995 und The Open Championship 2005), ist aber der einzige absolute Weltklasse-Golfer, der noch kein Major gewinnen konnte. Dieser zweifelhafte Ruf folgt ihm auf Schritt und Tritt.
Monty spielte von 1991 bis 2006 in acht aufeinanderfolgenden Ryder Cup Begegnungen und wurde für 2010 zum Kapitän des europäischen Teams gewählt. Er hat 2005 zum 8. Mal (Rekord) die Geldrangliste der European Tour für sich entscheiden können und gleichzeitig als erster Golfer 20 Mio. € Gesamtpreisgeld auf der European Tour erreicht.
Seit seinem 50. Geburtstag im Jahr 2013 spielt Montgomerie auf der amerikanischen Champions Tour und der European Seniors Tour. Er gewann 2014 zwei Senior Majors und 2015 ein weiteres.

### Privates
Im Februar 2006 ließ sich Montgomerie nach längerer Trennung von seiner Frau scheiden und zahlte eine endgültige Abfindungssumme in Höhe von 15 Mio. £.

### Ehrungen
Ende 2004 wurde Colin Montgomerie der Officer of the Order of the British Empire (OBE) verliehen. Er ist Repräsentant des Westin Turnberry Resort in South Ayrshire, Schottland, wo sich auch eine Colin Montgomerie Golf Academy befindet.
2011 erhielt er bei der Verleihung der Scottish Golf Awards neben Paul Lawrie den Lifetime Achievement Award.
Im Mai 2013 wurde Montgomerie in die World Golf Hall of Fame aufgenommen.

## European Tour Siege
- 1989 Portuguese Open – TPC
- 1991 Scandinavian Masters
- 1993 Heineken Dutch Open, Volvo Masters Andalucia
- 1994 Peugeot Open de Espana, Murphy’s English Open, Volvo German Open
- 1995 Volvo German Open, Trophée Lancôme
- 1996 Dubai Desert Classic, Murphy’s Irish Open, Canon European Masters
- 1997 Compaq European Grand Prix, Murphy’s Irish Open
- 1998 Volvo PGA Championship, One 2 One British Masters, Linde German Masters
- 1999 Benson and Hedges International Open, Volvo PGA Championship, Standard Life Loch Lomond, Volvo Scandinavian Masters, BMW International Open
- 2000 Novotel Perrier Open de France, Volvo PGA Championship
- 2001 Murphy’s Irish Open, Volvo Scandinavian Masters
- 2002 Volvo Masters Andalucia (geteilter Sieg mit Bernhard Langer, da Abbruch des Stechens wegen Dunkelheit)
- 2004 Caltex Masters
- 2005 Dunhill Links Championship
- 2006 Hong Kong Open (fand noch 2005 statt zählt aber zur 2006 European Tour Saison)
- 2007 Smurfit Kappa European Open

## Andere Turniersiege
- 1996 Nedbank Million Dollar Challenge (Südafrika)
- 1997 Accenture World Championship of Golf, King Hassan II Trophy
- 1999 Cisco World Match Play Championship (England)
- 2000 Skins Game (USA)
- 2001 Ericsson Masters (Australien)
- 2002 TCL Classic (China)
- 2003 Macau Open (China)
- 2010 Schüco Open (Halle (Westf.)/Deutschland)

## European Seniors Tour Siege
- 2013 Travis Perkins plc Senior Masters
- 2014 Travis Perkins Masters, Russian Open Golf Championship (Senior)
- 2015 Travis Perkins Masters, MCB Tour Championship
- 2018 Shipco Masters

## Champions Tour Siege
- 2014 Senior PGA Championship, U.S. Senior Open (zählen beide auch zur European Seniors Tour)
- 2015 Senior PGA Championship
- 2016 Pacific Links Bear Mountain Championship
- 2017 apan Airlines Championship, SAS Championship
- 2019 Invesco QQQ Championship

Senior Majors sind fett gedruckt.

## Amateurturniersiege
- 1983 Scottish Youths Championship
- 1985 Scottish Stroke Play Championship
- 1987 Scottish Amateur Championship

## Resultate in Major Championships
| Turnier               | 1990 | 1991 | 1992 | 1993 | 1994 | 1995 | 1996 | 1997 | 1998 | 1999 | 2000 | 2001 | 2002 | 2003 | 2004 |
| --------------------- | ---- | ---- | ---- | ---- | ---- | ---- | ---- | ---- | ---- | ---- | ---- | ---- | ---- | ---- | ---- |
| The Masters           | DNP  | DNP  | T37  | T52  | CUT  | T17  | T39  | T30  | T8   | T11  | T9   | CUT  | T14  | CUT  | CUT  |
| US Open               | DNP  | DNP  | 3    | T33  | 2    | T28  | T10  | 2    | T18  | T15  | T46  | T52  | CUT  | T42  | DNP  |
| The Open Championship | T48  | T26  | CUT  | CUT  | T8   | CUT  | CUT  | T24  | CUT  | T15  | T26  | T13  | 82   | WD   | T25  |
| PGA Championship      | DNP  | DNP  | T33  | CUT  | T36  | 2    | CUT  | T13  | T44  | T6   | T39  | DQ   | CUT  | CUT  | 70   |

| Turnier               | 2005 | 2006 | 2007 | 2008 | 2009 | 2010 | 2011 | 2012 | 2013 | 2014 | 2015 | 2016 |
| --------------------- | ---- | ---- | ---- | ---- | ---- | ---- | ---- | ---- | ---- | ---- | ---- | ---- |
| The Masters           | DNP  | CUT  | CUT  | DNP  | DNP  | DNP  | DNP  | DNP  | DNP  | DNP  | DNP  | DNP  |
| US Open               | T42  | T2   | CUT  | CUT  | DNP  | DNP  | DNP  | DNP  | DNP  | DNP  | DNP  | DNP  |
| The Open Championship | 2    | CUT  | CUT  | T58  | CUT  | T68  | DNP  | DNP  | DNP  | DNP  | DNP  | 78   |
| PGA Championship      | CUT  | CUT  | T42  | CUT  | CUT  | CUT  | DNP  | DNP  | DNP  | T70  | CUT  | DNP  |

WD = aufgegeben

DNP = nicht teilgenommen

CUT = Cut nicht geschafft

„T“ geteilte Platzierung

Gelber Hintergrund für Top 10.

## Mannschaftswettbewerbe
Amateur
- Walker Cup (für Großbritannien & Irland): 1985, 1987
- Eisenhower Trophy (für Schottland): 1984, 1986
- St Andrews Trophy: 1986 (Sieger)

Professional
- Ryder Cup (für Europa): 1991, 1993, 1995 (Sieger), 1997 (Sieger), 1999, 2002 (Sieger), 2004 (Sieger), 2006 (Sieger), 2010 (nichtspielender Kapitän, Sieger)
- Alfred Dunhill Cup (für Schottland): 1988, 1991, 1992, 1993, 1994, 1995 (Sieger), 1996, 1997, 1998, 2000
- World Cup (für Schottland): 1988, 1991, 1992, 1993, 1997 (Sieger der Einzelwertung), 1998, 1999, 2007 (Sieger), 2008
- Four Tours World Championship: 1991 (Sieger)
- Seve Trophy (Playing Captain von Großbritannien & Irland bis 2005): 2000 (spielender Kapitän), 2002 (spielender Kapitän, Sieger), 2003 (spielender Kapitän, Sieger), 2005 (spielender Kapitän, Sieger), 2007 (Sieger)
- UBS Cup (für den Rest der Welt): 2003, 2004
- Royal Trophy (für Europa): 2010 (spielender Kapitän, Sieger), 2011 (spielender Kapitän, Sieger)